# 蒂亚·布雷克
蒂亚·布雷克（Tia Blake，1952年4月13日—2015年6月17日）是美国创作型歌手、作家。
蒂亚·布雷克后来移居法国巴黎，组建了自己的乐队“她的民谣组合”（Her Folk Group），录制了首张专辑。沃尔曼曾和自己的乐队在巴黎的老哥伦比尔剧院为了给新专辑造势而进行过一次现场表演，后来还录制了一套录音样带和排练录音。后来，她移居加拿大蒙特利尔，为CBC电台录制了一套歌曲选集；丹尼尔·拉瓦的歌曲中，有一個和声聲音就來自蒂亚·布雷克。
2015年，蒂亚·布雷克因乳腺癌去世，终年63岁。